# Orrori da gustare
      Stagione 1 
      Stagione 2 
      Stagione 3 
      Stagione 4 
      Stagione 5 
      Stagione 6 

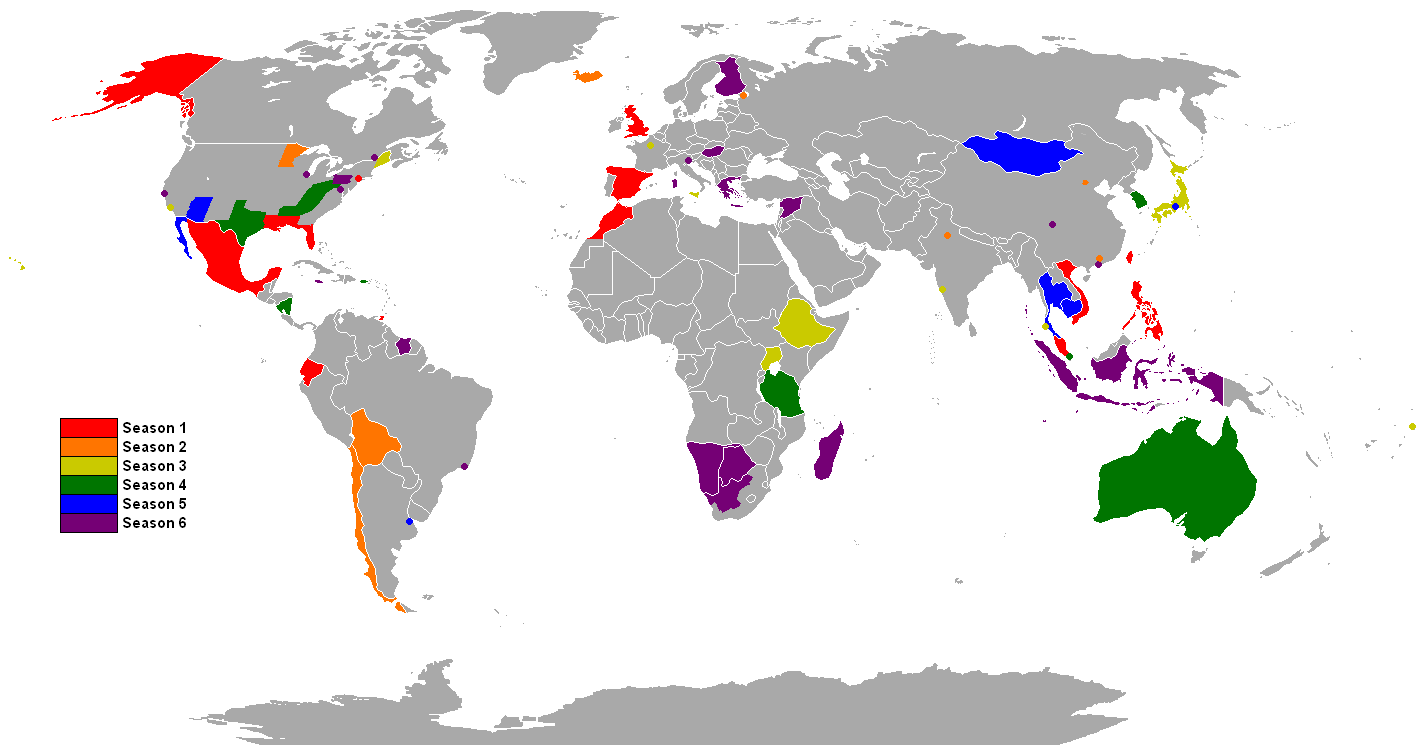
Paesi visitati da Andrew Zimmern per Orrori da gustare
Stagione 1
Stagione 2
Stagione 3
Stagione 4
Stagione 5
Stagione 6

Orrori da gustare (Bizarre Foods with Andrew Zimmern) è stato un programma di viaggi e cucina realizzato con stile documentaristico. Era presentato da Andrew Zimmern e trasmesso sui canali Discovery Travel & Living e su DMAX.
Orrori da gustare presentava piatti della cucina locale e regionale in giro per il mondo. All'interno di ogni puntata Andrew Zimmern si poneva come obiettivo quello di mostrare, principalmente, i piatti più bizzarri, unici e caratteristici della cucina di una determinata città, regione o nazione del mondo spesso mostrando anche come il cibo viene catturato, cucinato e servito.
Il format nasce inizialmente da un singolo documentario della durata di un'ora dal titolo Bizarre Foods of Asia. L'elevata audience che questo documentario ebbe durante i suoi ripetuti passaggi sulla versione americana del canale Discovery Travel & Living ha spinto i produttori, nel 2006, a trasformarlo in una serie settimanale sempre presentata da Andrew Zimmern.
Il format di Orrori da gustare può essere paragonato, sotto molti aspetti, a quello di un altro programma, sempre trasmesso da Discovery Travel & Living, ossia Anthony Bourdain: No Reservations. La differenza più marcata tra i due format è che, mentre quello di Bourdain è un misto di viaggi, cibo unico e vita notturna, Orrori da gustare pone più l'accento sul cibo etnico e sulla cultura alimentare dei vari popoli.
Fra tutti i cibi strani assaggiati da Zimmern nel programma alcuni dei più particolari includono nutria, balut, intestino d'oca, larve della palma da cocco, sanguinacci, pipistrelli della frutta, un cuore di cobra ancora pulsante e molto altro.

## Orrori da gustare: America
Dal 2012 e dalla settima stagione al nome della serie è stato aggiunto il suffisso "America" poiché le puntate da qui in avanti sono degli approfondimenti sulla cultura gastronomica dei vari stati facenti parte degli Stati Uniti.
In Orrori da gustare: America Andrew Zimmern si pone come obiettivo quello di offrire, attraverso l'incontro con le diverse cucine e i diversi stili di vita che caratterizzano le diverse città statunitensi che visita, una miglior conoscenza degli Stati Uniti e della loro reputazione di luogo d'incontro tra le diverse culture.

## Episodi

### Prima stagione
| nº        | Titolo originale    | Titolo italiano                       | Prima TV USA     | Prima TV Italia | Note |
| --------- | ------------------- | ------------------------------------- | ---------------- | --------------- | --- |
| Pilota(0) | Asia                | Asia                                  | 1º novembre 2006 |                 | Episodio pilota in Giappone, Thailandia e Malesia. Tokyo: Getemono bar, da Asadachi (1-2-14 Nishi-Shinjuku) testicoli di maiale crudi, sashimi di rana, più il cuore pulsante della rana, sake di lucertola, da Yaki Hamna: lumache giganti, fugu, da Hibari sushi, sushi di polpo crudo. al ristorante Suppon-Maki: Suppon (zuppa di tartaruga) + bevanda: sangue di tartaruga con sake e cuori di tartaruga. Ristorante Yakitori: yakitori di cuore di pollo, ossa di chiglia, mozziconi di pollo, palle di gallo. Kobe: Manzo di Kobe. Bangkok: al Silver Palace, zuppa di nidi di uccello con Hasma, Rambutan, rane fresche alla griglia Chiang Mai: salsiccia di maiale, pipistrello di frutta. Penang: sambal con uova di pesce, belacan, pasta di gamberi fermentata, tè versato, granchio a ferro di cavallo, zanna di pesce, durian. |
| 1(1)      | Philippines         | Filippine                             | 26 febbraio 2007 |                 | Balut, Calamansi, germogli di bambù, cocco e pasta di riso avvolti su foglie di banano e arrostiti, Okoy (frittella di gamberi), uova di anatra fecondate fritte, pulcini marinati, cotti al vapore e fritti, tokneneng, Ube e gelato al gusto di formaggio in un panino. Al Balaw Balaw di Angono, Rizal: Salsa Balaw-balaw, con pasta di gamberi fermentata, zuppa Numero Cinque (zuppa di retto di toro e testicoli), uok in adobo, vermi bianchi dalle larve di grilli o coleotteri trovati nelle palme da cocco cadute, foglie di Alagaw fritte e croccanti, ginatang bilo-bilo. All'Everybody's Café di San Fernando, Pampanga: Dinuguan, uno stufato di sangue, grilli di risaia cucinati in stile adobo, Betute Tugak (rana ripiena con carne di maiale). Puerto Princesa: spiedini di banane, banane rotolate nello zucchero di canna e fritte con una crosta di zucchero caramellato, intestini di pollo fritti su un paletto. Kinabuchs: alghe, cozze su mezza conchiglia, ventresca di tonno alla griglia, lumache cotte con cocco, colletti di tonno alla griglia. Parco nazionale del fiume sotterraneo di Puerto Princesa, vermi di mangrovia. |
| 2(2)      | Morocco             | Marocco                               | 5 marzo 2007     |                 | Marrakech: Mashwi, agnello arrosto, testa di pecora al vapore, lingua e occhio, lumache in brodo di curcuma, lingua di manzo, cuore di mucca, pancreas ripieno di riso e uvetta. Khlea, carne cotta essiccata e conservata nel grasso, cucinata con uova. Ouarzazate: Tajine con pollo e verdure, tè alla menta, rognoni alla griglia, kefta, salsicce. Essaouira: seppie, razze, sardine. Eureka: couscous con capra e verdure. Ristorante Chahramans, Marrackech: Pastilla con piccione, Briouat. Jemaa el-Fnaa: cervello di vitello in camicia. Tradotto con DeepL.com (versione gratuita) |
| 3(3)      | Ecuador             | Ecuador                               | 12 marzo 2007    |                 | Quito: Porcellino d'India, empanada. Motes de la Magdalena: menudo (zuppa di trippa), cuero de librillo (rivestimento esterno dello stomaco di mucca), guatita con il rivestimento interno dello stomaco di mucca. Otavalo: moti, arrosto di maiale con pelle, empanada di formaggio fritto, elisir con aloe vera, jugo de sabila ed estratti di vitamine. Puerto Francisco de Orellana, fiume Napo: formiche limone, piranha, larve di cocco, chicha. Zimmern partecipa a un rituale di pulizia. |
| 4(4)      | Spain               | Spagna                                | 19 marzo 2007    |                 | Madrid: Tapas Casa Botín: Cochinillo asado, anguille, calamaretti intrecciati con il loro inchiostro. La Zapatería: orecchie di maiale croccanti, lumache, polbo á feira (polpo), code di toro Toño Sánchez: callos, casseruola con sanguinaccio e trippa Mercato: mojama, criadillas (testicoli di toro), trippa. Museo del Jamón: Serrano, iberico, Bellota, formaggio di testa. La trainera: Barnacle d'oca, gamberi, rombo, granchio. Barcellona: La Bouqueria: cannolicchi, vermi fritti, grilli. La Gardunya: Cervello di vitello, horchata Les Cols: Risotto al pettine di gallo Ferran Adrià: El Bulli. |
| 5(5)      | Gulf Coast          | Costa del Golfo                       | 26 marzo 2007    |                 | Morgan City, Louisiana: Nutria, scoiattolo Maurice, Louisiana: Herbert's Specialty Meats, Turducken, Soop's: boudin, lingua di manzo ripiena New Orleans: Ristorante Cochon, boudinballs, testa di formaggio, stufato di bue affumicato, fegato di pollo fritto. Hattiesburg: Ristorante Leathe's, opossum, procione; Serendipity Deli and Restaurant: chitterlings. Mobile: Wintzell's Oyster House, peperoni verdi fritti all'aceto, pomodori verdi fritti con salsa di gamberi, 33 ostriche. Alligator Alley, ristorante The Wash House: festa dell'alligatore. Pensacola, ristorante Fish House: gola di cernia nera, insalata di gazpachee con hardtack. Ristorante dello chef: cefalo piatto fritto, ventriglio, bottarga di cefalo fritta. |
| 6(6)      | United Kingdom      | Regno Unito                           | 2 aprile 2007    |                 | Edimburgo: Crombie's haggis, fagiano di caccia Swansea: faggot, cockles e whelks, laverbread. Cotswolds: lepre in salmì, polpette di rognone e fegato, pudding di Natale. Londra: Harrods, anguille in gelatina, salsiccia di lingua di sangue. Nell'East End, F. Cooke, pie and mash, anguille in umido. Borough Market, ristorante di arrosti, piccione, cuore di bue alla griglia con salsa di midollo, uova di aringa, Neil Yard Dairy, Stinking Bishop cheese Banger shop, gelato fresco italiano. |
| 7(7)      | Trinidad and Tobago | Trinidad e Tobago                     | 9 luglio 2007    |                 | Tobago: Iguana al curry con gnocchi, conchiglia e relativo pene in ceviche. Trinidad: Original souse king, souse, zampe di maiale e di pollo, zuppa di pelle di mucca. Saint James, Trinidad e Tobago, cibo di strada: roti ripieni di capra e fegato, doppiette, zuppa di tallone di mucca. Maracas Beach: callaloo, “Bake n' shark sandwich”, pane fritto ripieno di squalo fritto con salse e verdure, sashimi di sgombro reale. |
| 8(8)      | Mexico              | Messico                               | 16 luglio 2007   |                 | Huatulco: Crostacei, capesante, ostriche, lumache di mare, cozze, abalone, polpo, ristorante El Grillo Marinero: con salsa all'aglio o stufati nel proprio inchiostro, cocktail de pulpo. Oaxaca: cavallette (chapulines), armadillo, tacos, jumiles, uova di formica (escamoles), vermi maguey, uova di zanzara, zampe di gallina, dentice rosso (huachinango), muffa di mais (huitlacoche), mole e enchilada di anatra. Città del Messico |
| 9(9)      | Alaska              | Alaska                                | 23 luglio 2007   |                 | Muktuk (grasso fermentato) di balena Beluga e Bowhead, tè all'abete rosso, gelato dell'Alaska, coregone, teste di pesce fermentate, zuppa di foca, tricheco, naso d'alce in gelatina, pizza di renna, pernice bianca. Zimmern fa un tour con i cani da slitta. |
| 10(10)    | Taiwan              | Taiwan                                | 30 luglio 2007   |                 | Tofu puzzolente, uova di pollo non nate, creste di gallo, utero di pollo, carne fermentata, testicoli di pollo con osso nero, api fritte. |
| 11(11)    | New York City       | New York                              | 6 agosto 2007    |                 | Episodio speciale con ospite Anthony Bourdain. Panino con la lingua, geoduck, aragosta viva, ceviche, pupusas, pretzel di vermi, pupe di vermi, pops di tarantola, scarafaggi teriyaki, insalata di meduse, insalata di cetrioli di mare, intestino d'oca, congee di rana, salo. |
| 12(12)    | Vietnam             | Vietnam                               | 13 agosto 2007   |                 | Parti di cobra, tra cui cuore pulsante e ossa essiccate, caffè di zibetto, orecchie di maiale, bachi da seta, scorpioni, passeri arrostiti, pene di toro, granchio a ferro di cavallo, anatra ibrida, gambero mantide, vermi di nave e lumache di mare. Zimmern visita anche una fabbrica di salsa di pesce. |
| 13(13)    | Memorable Moments   | Il meglio di Orrori da gustare        | 28 novembre 2007 |                 | Riassunto della stagione 1 con alcuni dei suoi punti salienti, tra cui testa di agnello, porcellino d'India, piccione arrosto, vermi, larve, armadillo e tofu puzzolente. Sono state incluse anche scene inedite e outtakes. |
| 14(14)    | Best Bites          | I morsi migliori di Orrori da gustare | 26 febbraio 2008 |                 | Riassunto della stagione 1 con alcuni dei suoi punti salienti, tra cui balut, utero di gallina, larve, conchiglia, pernice bianca, anguille in gelatina, nutria, polpo e souse. Sono incluse anche scene non trasmesse e un'anteprima della seconda stagione. |

### Seconda stagione
| nº    | Titolo originale        | Titolo italiano         | Prima TV USA   | Prima TV Italia | Note |
| ----- | ----------------------- | ----------------------- | -------------- | --------------- | --- |
| 15(1) | Beijing, China          | Pechino, Cina           | 4 marzo 2008   |                 | Cicala, cavalluccio marino, riccio di mare, costola e coda d'asino in umido e pelle, lucertola arborea essiccata, cetriolo di mare, zampa di cammello, stomaco di maiale, dao jiao, pene di serpente, pene di cervo fritto, pene di yak, buccino su ghiaccio secco. |
| 16(2) | Iceland                 | Islanda                 | 11 marzo 2008  |                 | Hákarl, pulcinella di mare alla griglia, slátur (un tipo di budino di sangue), skyr, hot dog di agnello, cucina geotermica: scampi, balena minke (non mostrata nell'episodio sull'Islanda, ma mostrata nell'episodio “Surf's Up” del 3/3/09). |
| 17(3) | St. Petersburg (Russia) | San Pietroburgo, Russia | 18 marzo 2008  |                 | Vobla, borscht, lingua di mucca, kvas, blini di aringa, salo, lampreda in salamoia, carne di orso bruno, caviale, shashlik. |
| 18(4) | Minnesota               | Minnesota               | 28 marzo 2008  |                 | Piede di maiale, lutefisk, reuben su stecco, spaghetti e polpette su stecco, alligatore su stecco, struzzo teriyaki su stecco, fegato, cervello e testicoli di cinghiale, carne di cervo, pasticcio di crauti, ventrigli di pollo fritti, goober burger (con burro di arachidi e maionese), uova di aringa.                                                                                 |
| 19(5) | Bolivia                 | Bolivia                 | 1º aprile 2008 |                 | Reni di agnello, trippa, zuppa di pene di toro, piatto a base di tutti gli organi, cervello e lingua di lama, carpaccio, zampe di maiale in salamoia, carne secca di agnello, scampi, mocochinchi (succo di pesca con cannella), carne secca di lama, chuño, mangostano, armadillo, maiale selvatico, quinoa, Orestie del Titicaca.                                                         |
| 20(6) | Chile                   | Cile                    | 8 aprile 2008  |                 | Abalone, cannolicchi del Pacifico, mammella di mucca, intestino intrecciato, sanguinaccio, succo di lúcuma, latte d'asina, panino con il sedere di mucca, cirripedi, cozze, alghe, cavallo, grongo, scricciolo di mare vivo, testicolo di toro fresco e stufato di scroto, budino di sangue di agnello.                                                                                     |
| 21(7) | Guangzhou, China        | Canton, Cina            | 15 aprile 2008 |                 | Calamari alla griglia, dim sum con zampe di pollo, zampe d'anatra ripiene, latte saltato in padella con gamberi, zuppa di tartaruga, piccione, scorpione, maialino da latte, insalata di meduse, frittata di vermi e uova di granchio peloso, fungo dell'orecchio di legno, zampe di rana, spaghetti lunghi 60 metri, stinkhorn, zucca pelosa, stelle marine utilizzate per la decorazione. |
| 22(8) | Delhi, India            | Delhi, India            | 29 aprile 2008 |                 | Pomfret, lenticchie, cervello al curry, stufato di fegato e reni di montone, roti tandoori, testicoli di capra e agnello, paneer, fiori di banana bolliti, stelo di banana, panino alla frutta, panipuri, lassi, polpette di montone, gushtaba, chapati. |

### Terza stagione
| nº     | Titolo originale         | Titolo italiano       | Prima TV USA      | Prima TV Italia | Note |
| ------ | ------------------------ | --------------------- | ----------------- | --------------- | --- |
| 23(1)  | Phuket, Thailand         | Phuket, Thailandia    | 9 settembre 2008  |                 | Cavallette fritte, zuppe di fegato di maiale e di stomaco e intestino di manzo, polpette di cocco, calamari allungati, sgombri ripieni, larve di vespa, gamberi saltati in padella, granchi talpa, anacardi al sapore di wasabi, chili e tom yum e succo di mela di anacardi in una fabbrica di anacardi, formiche tessitrici rosse, lucertole di foresta, salsa di stomaco di pesce, pelle di pesce fritta, granchio a ferro di cavallo, buccino di mare. |
| 24(2)  | Sicily, Italy            | Sicilia, Italia       | 16 settembre 2008 |                 | Zuppa di stomaco di mucca, zuppa di carne misteriosa, panino con milza di manzo, polpette di sardine, bocca di mucca gourmet, Sagra del carciofo di Cerda: carciofo fritto, arrostito, marinato, frittata e gelato di carciofo su panino, coniglio al cioccolato, budino alla cannella, bottarga, cuore e sperma di tonno, uova di seppia e pasta con inchiostro, lumache di mare. |
| 25(3)  | Goa, India               | Goa, India            | 23 settembre 2008 |                 | Bacche di bora, chouricos (salsiccia piccante di frattaglie e grasso di maiale), sgombro marinato, vindaloo, uova di pesce hilsa, anatra di Bombay, pollo xacuti, pomfret, gamberi, sandwich di ceci, golgappa (pasticcini ripieni di ceci), frittelle di peperoncino, noci di betel, sorpotel, curry di funghi e lenticchie, patate e riso in salsa di mango acido bevanda alle erbe di mucca urina Zimmern visita la Sahakari Spice Farm e prova l'Ayurveda e lo yoga. |
| 26(4)  | Samoa                    | Samoa                 | 30 settembre 2008 |                 | Mela samoana, se'a (intestino di cetriolo di mare), pasticci di maiale, montone, anguilla cotta in umu, maiale intero cotto in forno umu, bulbi oculari di tonno crudo e cuore ancora pulsante, vongola gigante, larve arrostite, pipistrello di frutta arrostito su bucce di cocco. |
| 27(5)  | Paris                    | Parigi                | 7 ottobre 2008    |                 | Terrina, formaggio di testa, lardo, anatra pressata con salsa d'anatra e midollo, sanguinaccio, piccione, senape gourmet, tartufi, formaggio raffinato, fegato di coniglio, gelato di uova e pancetta, lingue d'agnello, ricci di mare, caviale di lumaca, escargot. |
| 28(6)  | Los Angeles              | Los Angeles           | 14 ottobre 2008   |                 | Formaggio di testa, maialino cotto a fuoco lento nel grasso d'oca, orecchie di maiale, insalata di lingua e bulbi oculari, scorpioni su pane tostato, formiche sudamericane su patate a pasta filata, grilli, vermi, shot di erba di grano e orzo, “rawsagna” con semi di girasole macinati, lino, pomodorini e datteri, hamburger di canapa su pane di lino, frullato di cocco e duriano, soondae, burrito di hot dog, panino con lingua di mucca dal camioncino dei tacos, rana pescatrice con caviale, uova di ricci di mare, sashimi di gamberi di Santa Barbara, polpo tirodido, menudo, spuma di mais, insalata di nopal, cavallette, pesce gatto intero, testicoli di pollo fritti, anatra alla pechinese, creste di gallo. Zimmern ha partecipato a una cena vegana e al banchetto di una famiglia ispanica. Con ospiti speciali gli chef Wolfgang Puck, Ben Ford e Ani Phyo e il food blogger di Los Angeles Eddie Lin                                                                                         |
| 29(7)  | Halloween (Special)      | Speciale di Halloween | 21 ottobre 2008   |                 | In questo speciale si è parlato di cibi sconosciuti, considerati spaventosi, e di cosa mette a disagio gli occidentali. Zimmern ha poi organizzato una festa di Halloween con i fan di Bizarre Foods, dove ha servito i suoi piatti preferiti. Con la storica del cibo e autrice Linda Civitello ha parlato del bere sangue, che si basa sulla cultura e sullo status. Il direttore di antropologia dell'Università del Minnesota, William Beeman, ha spiegato la paura degli insetti e della carne d'organo, affermando che le persone sono più propense a mangiare insetti con un contorno. Lo chef Patrick Lue Chai, nel cui ristorante Zimmern ha mangiato a Los Angeles, ha cucinato grilli fritti con fili di patate e altri insetti per la festa. Gli antipasti del banchetto di Zimmern erano tarantole, cimici d'acqua, cavallette, scarafaggi sibilanti e formiche e grilli fritti alla thailandese. Gli antipasti erano sangue fresco di mucca, rognone crudo di capra, zampe di pollo e porcellino d'India. |
| 30(8)  | Hawaii                   | Hawaii                | 28 ottobre 2008   |                 | Maiale kalua cotto a Imu, poi, granchio aʻama, heʻe luau (polpo con foglie di taro), bonefish, musubi di Spam, torta rovesciata all'ananas con Spam, Spam glassato alla guava, Spam in tempura, naʻau (frattaglie e sangue di cinghiale), ono con salsa alla lavanda, agnello con sale e pepe alla lavanda, capra con cipolla di Maui e peperoncino, fusion hawaiano - natto, vongole, wasabi e soia, escargot locale, caviale, alghe, stufato di capra con intestino e bile, opihi. |
| 31(9)  | Ethiopia                 | Etiopia               | 11 novembre 2008  |                 | Frittelle e porridge di fibra di enset fermentata, manzo crudo saltato, formaggio ayib, miele non filtrato, berbere, organi di capra in intestino di bue, crêpe con pollo e cipolla, caffè, popcorn di sorgo, manzo crudo fresco e rene di cammello. Ad Addis Abeba, Zimmern ha fatto acquisti nel più grande mercato africano e ad Harar ha dato da mangiare carne alle iene selvatiche. |
| 32(10) | Maine                    | Maine                 | 18 novembre 2008  |                 | Zuppa di bottarga di platessa con alghe, cetrioli di mare, teste di violino, chili di castoro, fagioli di bosco, rampe selvatiche, zuppa di ortica, cetrioli indiani, coda di gatto, aragosta cruda, buccini, zuppa di sperma di merluzzo, stufato di testa di rana pescatrice, cimici al barbecue, ostriche con rampe, lumache con pervinca e burro, terrina di alce e cervo, tartare di anatra. Zimmern è andato a pesca di aragoste con Linda Greenlaw e ha giudicato una gara di Deathmatch Maine Bizarre Foods con suo padre, nativo di Portland. |
| 33(11) | Happy Holidays (Special) | Speciale vacanze      | 25 novembre 2008  |                 | Ostriche secche brasate con muschio nero, oca inglese, zampe di maiale e lenticchie, moccolo (amido di patate dolci), zuppa di merluzzo di mucca, coniglio e bacche di grano, polpette svedesi, uova di seppia, zuppa di intestino di maiale con datteri rossi, formaggio avvolto nel tabacco, istrice ripieno di patate e pancetta, kugel di pasta dolce, biscotti spritz, torta dolce a forma di pesce. Zimmern ha ospitato una festa natalizia con chef e amici che ha conosciuto in tutto il mondo. L'evento si è svolto in una villa storica di Minneapolis e il cibo è stato cucinato al Calhoun Beach Club. |
| 34(12) | Uganda                   | Uganda                | 2 dicembre 2008   |                 | Pesce polmonato, formiche bianche attirate da un tamburo, matoke (banane verdi al vapore), capra brasata con salsa di arachidi e sesamo, cavalletta, scoiattolo, pane di miglio, fodera dello stomaco e intestino di capra, pesce persico del Nilo, carne di capra marcia da un drive-through ugandese, mais arrostito, grigliata mista (organi ricoperti di intestino), topo di canna con tilapia dal lago Vittoria e coccodrillo del Nilo crudo. Zimmern partecipa a una cerimonia di possessione spirituale mentre si trova in un villaggio. |
| 35(13) | Japan                    | Giappone              | 9 dicembre 2008   |                 | Anguille di fiume, moscardini di mare, fegato di pesce pietra, bulbi oculari di tonno rosso, fonduta di maionese e frullato, sacchetto di uova di polpo, uova di cetriolo di mare a scatti, sakè di sangue di tartaruga, gelato di polpo, gelato di vipera di fossa, gelato alla lingua di manzo, horumon, takoyaki, criniera di cavallo cruda, funazushi, zuppa di inchiostro di calamaro, occhi di tonno stufati nel mirin, lumaca di mare gigante, zuppa di serpente di mare (al mercato si sente l'odore dell'ano del serpente di mare), testicoli di capra crudi con scroto. |
| 36(14) | Sexy food                | Cibo sexy             | 10 febbraio 2009  |                 | Questo episodio era uno speciale di San Valentino. Si trattava di una compilation di episodi sulle connessioni culturali tra cibo e sesso, con cibi che si suppone siano afrodisiaci o fatti di organi sessuali di animali. Zimmern ha visitato il Mall of America dove ha distribuito campioni di testicoli di toro per vedere le reazioni delle persone e se li avrebbero mangiati quando gli era stato detto che avrebbero aiutato la loro vita sessuale. L'autrice e storica dell'alimentazione Linda Civitello ha parlato della storia del consumo di organi riproduttivi. Al Midtown Global Market, Zimmern ha intervistato le persone sui cibi che si suppone siano afrodisiaci, tra cui il cioccolato e le ostriche. Ha distribuito vermi da pasto ricoperti di cioccolato e grilli che hanno fatto credere alla gente di essere pretzel. Alla fine, Zimmern e altri hanno mangiato sushi da una donna nuda, una pratica chiamata nyotai mori.                                                                  |
| 37(15) | Surf It Up               | Cibo per il surf      | 3 marzo 2009      |                 | Episodio di compilazione |

### Quarta stagione
| nº     | Titolo originale   | Titolo italiano                   | Prima TV USA   | Prima TV Italia | Note |
| ------ | ------------------ | --------------------------------- | -------------- | --------------- | --- |
| 38(1)  | Tanzania           | Tanzania                          | 14 aprile 2009 |                 | Zimmern assaggia la tradizionale colazione tanzaniana chiamata supu, una zuppa preparata con polmoni, cuore e fegato di capra, stomaco, intestino e lingua di mucca. Si reca anche sul famoso Monte Kilimanjaro e sul Cratere di Ngorongoro. Visitando una tribù locale, assaggia prelibatezze come il sangue fresco di mucca e la sua forma coagulata. Il sangue si ottiene scoccando una freccia a distanza ravvicinata nella vena giugulare, in modo che la ferita guarisca rapidamente e la mucca non subisca danni. |
| 39(2)  | Seoul, South Korea | Seul, Corea del Sud               | 21 aprile 2009 |                 | Zimmern si nutre delle zuppe, dei barbecue e dei cibi fermentati più autentici del Paese. La sua avventura asiatica va oltre il mangiare, quando prepara la sua prima partita di kimchi fresco. Mangia anche polpo crudo (san-nakji), chueo-tang, samgyeopsal, tteokbokki, soondae e haejang-guk. |
| 40(3)  | The Outback        | Outback, Australia                | 28 aprile 2009 |                 | Zimmern si reca nell'Outback australiano dove mangia il wallaby con gli aborigeni, assaggia il coccodrillo cucinato al barbecue e fa un pasto con i velenosi rospi di canna. |
| 41(4)  | Appalachia         | Appalachia, Stati Uniti orientali | 5 maggio 2009  |                 | Zimmern si reca sui Monti Appalachi per assaggiare la cultura e il cibo della regione. La catena montuosa si estende da nord a sud toccando più di una dozzina di Stati e molti abitanti della zona mantengono ancora le tradizioni e i cibi che facevano parte della vita dei loro antenati. |
| 42(5)  | Eastern Australia  | Australia orientale               | 12 maggio 2009 |                 | Zimmern fa snorkeling, pesca subacquea e visita una fattoria dove coccolano il bestiame. Fa una sosta al mercato del pesce di Sydney dove assaggia cibi bizzarri che non ha mai assaggiato prima, tra cui l'insetto di Moreton Bay, l'insetto di Balmain, il pesce testa piatta e i granchi di mare. |
| 43(6)  | Singapore          | Singapore                         | 19 maggio 2009 |                 | Zimmern si reca a Singapore per sperimentare la diversità del cibo e della cultura. Il melting pot è visibile ovunque, comprese le bancarelle degli hawker dove Zimmern assaggia gustose prelibatezze. |
| 44(7)  | Texas              | Texas                             | 26 maggio 2009 |                 | Zimmern assaggia alcune delle più stravaganti creazioni alimentari della Texas State Fair, tra cui il dessert ghiacciato all'azoto, il bacon al cioccolato e l'alligatore fritto. Ha anche fatto un tour dietro le quinte delle cucine della NASA per assaggiare il cibo spaziale. Un panino fritto al burro di arachidi, gelatina e banana, Coca Cola fritta, javalina, barbacoa, animelle, cabrito |
| 45(8)  | Nicaragua          | Nicaragua                         | 2 giugno 2009  |                 | Zimmern visita il Nicaragua, “la terra dei laghi e dei vulcani”, assaggiando di tutto, dai succulenti vermi di formaggio alla zuppa di palle di toro e al ceviche di palle di toro crude. Visita un medico del bush nella città portuale atlantica di Bluefields, mangia uno stufato di rondon di famiglia e sale sugli altopiani di Matagalpa per trovare “l'oro nero”, dove impara a fare “lo slurp” con il maestro del caffè Julio Obregón.                                                                           |
| 46(9)  | Puerto Rico        | Porto Rico                        | 9 giugno 2009  |                 | Zimmern si reca a Porto Rico dove i sapori del cibo raccontano la storia dell'isola, dalle prelibatezze fritte portate dagli africani al maiale arrosto reso popolare dagli spagnoli. Prova una varietà di cibi tradizionali, tra cui uno stufato fatto con diverse parti del maiale. |
| 47(10) | Survival Special   | Speciale sopravvivenza            | 16 giugno 2009 |                 | Zimmern viene abbandonato nella giungla del Messico, dove impara a vivere della terra. È un viaggio che mette alla prova il suo stomaco, la sua mente e il suo corpo. L'uomo porta l'estremo a un nuovo livello, sopravvivendo solo con una manciata di strumenti o oggetti utili e mangiando solo i cibi che riesce a procurarsi nei boschi. |

### Quinta stagione
| nº    | Titolo originale       | Titolo italiano           | Prima TV USA   | Prima TV Italia | Note |
| ----- | ---------------------- | ------------------------- | -------------- | --------------- | --- |
| 48(1) | Thailand (Isan region) | Thailandia del Nordest    | 26 aprile 2010 |                 | Zimmern si reca in un mercato contadino vicino a Udon Thani. Cita la regola personale di provare qualcosa due volte. Visita poi un paio di famiglie contadine/villaggi, la fiera invernale annuale della città di Udon Thani e infine un villaggio della seta.                                                                      |
| 49(2) | Cambodia               | Cambogia                  | 3 maggio 2010  |                 | Zimmern si reca a Skuon, Phnom Penh, Sisophon, Battambang e nella regione del Tonlé Sap (villaggio galleggiante di Chong Khneas), visitando mercati, venditori ambulanti, città, grotte dei pipistrelli e Angkor. |
| 50(3) | Mongolia               | Mongolia                  | 10 maggio 2010 |                 | Zimmern visita un mercato della carne e il mercato centrale di Ulaanbaatar, una famiglia nomade che vive a Gers, nella steppa ai margini del deserto del Gobi, cavalca un cavallo con l'aiuto di un bambino corridore dilettante, prende lezioni di tiro con l'arco, una lezione di canto di gola e incontra alcuni contorsionisti. |
| 51(4) | Arizona                | Arizona                   | 17 maggio 2010 |                 | Zimmern si reca nella Monument Valley e visita una famiglia Navajo, il corridoio Phoenix/Tucson, South Tucson, impara a costruire una trappola a caduta nel deserto dell'Arizona settentrionale, vive un'avventura con la mitragliatrice a Scottsdale, visita l'Arizona State Fair e Sedona.                                        |
| 52(5) | A Kid's Guide          | A Kid's Guide             | 24 maggio 2010 |                 | Zimmern incontra giovani mangiatori avventurosi in tutto il mondo, dai bambini che provano le cosce di rana fritte in Florida ai bambini in Tanzania che gli mostrano come mangiare il sangue di mucca coagulato. |
| 53(6) | Tokyo                  | Tokyo                     | 31 maggio 2010 |                 | Zimmern si reca al più grande mercato del pesce di Tokyo, visita un ristorante di tonno di Tokyo, il ristorante Horamon, visita Alcatraz ER: ristorante a tema, visita la casa del Dr. Nakamats, osserva i lottatori di sumo in una scuderia.                                                                                       |
| 54(7) | Bangkok                | Bangkok                   | 7 giugno 2010  |                 | Si assaggiano i piatti esotici di Bangkok. |
| 55(8) | Baja, Mexico           | Bassa California, Messico | 14 giugno 2010 |                 | Zimmern esplora le tradizioni alimentari uniche della penisola messicana di Baja, dai carretti di strada alla cucina di alto livello. Le città visitate includono Tijuana, Ensenada e La Paz, Baja California Sur. |
| 56(9) | Buenos Aires           | Buenos Aires              | 21 giugno 2010 |                 | Zimmern visita Buenos Aires ed esplora la sua cultura della carne. |

### Sesta stagione
| n°      | Titolo originale        | Titolo italiano                 | Prima TV USA     | Prima TV Italia | Note |
| ------- | ----------------------- | ------------------------------- | ---------------- | --------------- | --- |
| 57 (1)  | Syria                   | Siria                           | 18 gennaio 2011  | 6 maggio 2015   | Zimmern visita la Moschea degli Omayyadi nella Città Vecchia di Damasco, l'antica città romana di Palmira, una tenda beduina nel deserto, Aleppo, poi torna nella Città Nuova di Damasco. A Damasco mangia cammello fresco dopo la macellazione, shawarma, gelato e formaggio siriano. Ad Aleppo prova il ful, le caramelle al pistacchio, il pane arabo e la salsiccia di gobba di cammello. Mangia anche capra arrosto con una famiglia beduina. |
| 58 (2)  | Pennsylvania            | Pennsylvania                    | 25 gennaio 2011  | 8 maggio 2015   | Andrew prepara la kielbasa e prova la cheesesteak e il fugu a Philadelphia. A White Haven mangia scrapple al Redneck Ranch e mangia una zuppa di tartarughe a Drums. |
| 59 (3)  | Venice                  | Venezia, Italia                 | 1º febbraio 2011 | 11 maggio 2015  | Zimmern prova a soffiare il vetro sull'isola di Murano e a pescare nella Laguna di Venezia. Qui mangia fegato di vitello, lumache, seppie al nero, carpaccio di manzo, baccalà, gamberi freschi e salame d'asino. |
| 60 (4)  | Madagascar              | Madagascar                      | 8 febbraio 2011  | 14 maggio 2015  | Zimmern visita il Madagascar, dove molti indigeni vivono ancora come centinaia di anni fa, cacciando e raccogliendo il loro cibo. Morandava: sgombri, semi di baobab, manzo e manioca, scarabei giraffa, anguilla di fiume. Con la moglie Reisha, acquista uno zebù da regalare durante una cerimonia di circoncisione rituale. |
| 61 (5)  | Chicago                 | Chicago                         | 15 febbraio 2011 | 5 maggio 2015   | Zimmern visita la fabbrica del manzo di Vienna, visita un ristorante di hot dog, prova la gastronomia molecolare all'Alinea con Grant Achatz e le delizie candite al ristorante di Graham Elliot. Rick Bayless gli fa conoscere la sua cucina messicana e il cibo di strada locale. Dopo una dimostrazione di macellazione della carne, prova il guanciale e il rognone di maiale. Ad Albany Park fa un giro del mondo della cucina, tra cui i tacos di cavolo fermentato coreano e il pacha iracheno. |
| 62 (6)  | Namibia                 | Namibia                         | 23 febbraio 2011 | 15 maggio 2015  | Zimmern visita la Namibia, dove incontra i membri di una tribù seminomade il cui stile di vita non è cambiato da centinaia di anni. Catatura: pecore sorridenti, stomaco e piede di mucca e patate, vermi di mopane in salamoia, pesce gatto essiccato. Durante i safari, assaggia i bulbi oculari degli gnu e va a pesca di ostriche a Walvis Bay. Visitando la tribù Himba nel Namib, mangia la chicha (latte fermentato con riso e parti di capra). |
| 63 (7)  | San Francisco           | San Francisco                   | 1º marzo 2011    | 19 maggio 2015  | Zimmern controlla le fonti di cibo alternative a San Francisco, dall'allevamento di insetti commestibili (preparando vermi da pasto, empanadas di grilli e frittelle di larve di falena della cera) al foraggiamento in natura. Recupera le verdure dei cassonetti e si immerge alla ricerca di abaloni. In una cena spontanea a base di cibo foraggiato, mangia cozze con aioli di alghe, escargot con funghi porcini e ravioli di cinghiale. Al ristorante Incanto di Chris Cosentino, mangia mousse di sangue, sandwich di gelato al foie gras, gelato al prosciutto, tacos di intestino di maiale, fettine di lingua di vitello, crocchette di zampone e brainaise. |
| 64 (8)  | Greece                  | Grecia                          | 8 marzo 2011     | 7 maggio 2015   | Atene: Souvlaki, zuppa di trippa, zuppa di polmone di mucca, agnello arrosto, kokoretsi, razza, polpo in umido, rana pescatrice, scorfano, crema di melanzane al nero di seppia. Kalymnos: uova di ricci di mare neri crudi, schizzo di mare, sacche d'inchiostro fritte, aragosta, capra mouri. |
| 65 (9)  | Hong Kong               | Hong Kong                       | 15 marzo 2011    | 21 maggio 2015  | Zimmern assaggia la bile di serpente, la zuppa di gelatina di tartaruga e il tè di insetti medicinali durante la sua visita a Hong Kong, centro della medicina tradizionale cinese. |
| 66 (10) | Hungary                 | Ungheria                        | 22 marzo 2011    | 12 maggio 2015  | Zimmern esplora vecchie e nuove tradizioni alimentari in Ungheria. Partecipa a una festa all'aperto con una famiglia rom e incontra un acclamato chef che dà un tocco moderno ai piatti tradizionali ungheresi. |
| 67 (11) | Chengdu                 | Chengdu                         | 29 marzo 2011    | 20 maggio 2015  | Zimmern visita Chengdu, capitale della provincia cinese del Sichuan, nota per la sua cucina piccante. Tra i piatti in evidenza, il peperoncino bollente e la testa di coniglio vulcanico. |
| 68 (12) | Indonesia               | Indonesia                       | 20 aprile 2011   | 1º giugno 2015  | Riutilizza gran parte delle riprese precedentemente trasmesse dagli episodi di Bizarre World - Sulawesi e Bali. A Ubud, Bali, partecipa a un banchetto di carne di maiale e visita una cerimonia di limatura dei denti. Denpasar: ristorante del cobra (sangue, fiele, midollo, pene, zuppa e cobra fritto), jackfruit, saba, kelengkeng (longan). A Negara assiste alle corse dei bufali d'acqua. Tanatoraja, Sulawesi: salak, zuppa di bufalo d'acqua, papyong (maiale speziato in bambù). A Batutumanga mangia una zuppa di viscere di serpente, anguilla e bufalo d'acqua e visita una celebrazione funebre.                                                        |
| 69 (13) | Taste of the Tropics    | Sapori tropicali                | 27 aprile 2011   | 4 giugno 2015   | Riutilizza una parte dei filmati precedentemente trasmessi dagli episodi di Bizarre World - Belize, Cuba e Florida. |
| 70 (14) | Kalahari                | Kalahari                        | 3 maggio 2011    | 3 giugno 2015   | A Johannesburg, mangia terra medicinale, impala, gnu e bufali d'acqua. Con il popolo Ju wasi ad Aha Hills, in Botswana, Zimmern prova scarabei gioiello, istrice e piccoli uccelli e partecipa a una danza rituale. Scene riutilizzate da Bizarre World. |
| 71 (15) | NYC: Will Work for Food | New York: Lavorare per mangiare | 24 maggio 2011   | 22 maggio 2015  | Zimmern torna a New York per cimentarsi nella cucina, nell'attesa e nella vendita ambulante per vedere se è ancora in grado di farcela. |
| 72 (16) | Embassy Row             | Quartiere delle ambasciate      | 1º maggio 2011   | 4 maggio 2015   | Zimmern si reca in alcune ambasciate straniere di Washington per assaggiare i diversi cibi diplomatici, tra cui quelli di Svezia, Francia, Palau, Indonesia, Perù, Kazakistan e Finlandia. |
| 73 (17) | Finland                 | Finlandia                       | 7 giugno 2011    | 13 maggio 2015  | Andrew cucina con una famiglia in Lapponia e discute i semplici ingredienti della cucina nordica con uno chef di fama mondiale. Torta di sangue e lampredotto a Helsinki. Prova gli orsi e li nutre in un santuario. Hailuoto: foca, aringa stagionata, zuppa di salmone. Latte di renna, fegato di renna alla griglia e cipolla, gamberi di fiume, torta di salmone. |
| 74 (18) | Rio de Janeiro          | Rio de Janeiro                  | 14 giugno 2011   | 25 maggio 2015  | Si esplora la variegata cultura alimentare di Rio de Janeiro. |
| 75 (19) | Suriname                | Suriname                        | 21 giugno 2011   | 26 maggio 2015  | Zimmern si addentra nella giungla del Suriname, nel nord del Sud America, assaggiando la cucina locale, tra cui il maiale selvatico e un coniglio simile a un roditore chiamato coconi. |
| 76 (20) | Fez, Morocco            | Fez, Marocco                    | 28 giugno 2011   | 28 maggio 2015  | Un tour culinario del Marocco. Tra i piatti in primo piano, la testa di agnello e il pasticcio di piccione. |
| 77 (21) | Sardinia                | Sardegna, Italia                | 5 luglio 2011    | 27 maggio 2015  | Zimmern visita l'isola mediterranea della Sardegna per scoprire cosa piace mangiare alla gente del posto, dalle capre di montagna ai ricci di mare, al casu marzu (formaggio marcio). |
| 78 (22) | Montreal                | Montréal                        | 12 luglio 2011   | 18 maggio 2015  | Zimmern è affiancato da Nadia Giosia in un tour culinario completo di Montreal che comprende sia la cucina tradizionale che quella d'avanguardia. I bagel alla Montreal, i fegatini d'anatra e la tartare di cuore di cavallo sono tra i cibi assaggiati in questa città multiculturale. |
| 79 (23) | Jamaica                 | Giamaica                        | 19 luglio 2011   | 29 maggio 2015  | Un'esplorazione della cucina giamaicana, che fonde i sapori dell'isola con le tradizioni africane. |

## Stagione 7-12 - Orrori da gustare America
A partire dalla stagione 7, il programma è stato ribattezzato Orrori da gustare America. Il formato rimane lo stesso, ma si concentra maggiormente sugli Stati Uniti piuttosto che sui viaggi internazionali.
A partire dalla stagione 12, Orrori da gustare America presenta episodi negli altri Paesi delle Americhe. I nuovi episodi sono stati girati a Cartagena, Colombia; Lima, Perù; Ft. Worth, Texas; Copper River (Alaska); Nashville, Tennessee; Atlanta, Georgia; le Florida Keys; e Vancouver, Columbia Britannica, Canada.

### Settima stagione
| nº | Titolo originale                            | Titolo italiano                                        | Prima TV USA     | Prima TV Italia |
| -- | ------------------------------------------- | ------------------------------------------------------ | ---------------- | --------------- |
| 1  | Mexico City: Corn Smut & Ant Eggs           | Città del Messico: mais ammuffito e uova di formica    | 27 ottobre 2014  |                 |
| 2  | Lisbon: Snails, Sardines & Barnacles        | Lisbona: chiocciole, sardine e cirripedi               | 3 novembre 2014  |                 |
| 3  | Ireland: Ancient Bog Butter & Smoked Pigeon | Irlanda: antico burro di torba con piccione affumicato | 10 novembre 2014 |                 |
| 4  | Factory Food                                |                                                        | 17 novembre 2014 |                 |
| 5  | Brooklyn: Schmaltz & Sea Robins             | Le pietanze pesanti e i caponi di Brooklyn             | 24 novembre 2014 |                 |
| 6  | Newfoundland: Moose PIes & Seal Flippers    | Newfoundland: crostate di alce e pinne di foca         | 1 dicembre 2014  |                 |
| 7  | Ethnic Enclaves                             |                                                        | 8 dicembre 2014  |                 |
| 8  | Faroe Islands: Spoiled Sheep & Boiled Birds | Isole Faroe: pecora avariata e uccelli bolliti         | 15 dicembre 2014 |                 |
| 9  | Food Science                                |                                                        | 22 dicembre 2014 |                 |
| 10 | BBQ                                         |                                                        | 29 dicembre 2014 |                 |
| 11 | Comfort Food                                |                                                        | 5 gennaio 2015   |                 |
| 12 | Los Angeles: Spleen Soup and Siracha        | Los Angeles: zuppa di milza e salsa sriracha           | 12 gennaio 2015  |                 |
| 13 | Hawaii's Big Island: Eyeballs and Abalone   | La Grande Isola delle Hawaii: bulbi oculari e abaloni  | 19 gennaio 2015  |                 |

### Ottava stagione
| nº | Titolo originale                                | Titolo italiano | Prima TV USA   | Prima TV Italia |
| -- | ----------------------------------------------- | --------------- | -------------- | --------------- |
| 1  | Kazakhstan: Hunting with Eagles & Milking Mares |                 | 13 aprile 2015 |                 |
| 2  | Taipei: Stinky Tofu and Iron Eggs               |                 | 20 aprile 2015 |                 |
| 3  | Rome: Porchetta, Pecorino and Pizza             |                 | 27 aprile 2015 |                 |
| 4  | Dubai: Carp, Camel and Cocoons                  |                 | 4 maggio 2015  |                 |
| 5  | Cold Blooded Creatures                          |                 | 18 maggio 2015 |                 |
| 6  | Panama: Beef Lungs & Love Potions               |                 | 25 maggio 2015 |                 |
| 7  | Ho Chi Minh City: Rat Hearts & Porcupine Parts  |                 | 1º giugno 2015 |                 |
| 8  | Peruvian Amazon: Giant Rodents & Biting Ants    |                 | 8 giugno 2015  |                 |
| 9  | San Antonio: Brains, Balls & Blood              |                 | 15 giugno 2015 |                 |

### Nona stagione
| nº | Titolo originale                                        | Titolo italiano | Prima TV USA      | Prima TV Italia |
| -- | ------------------------------------------------------- | --------------- | ----------------- | --------------- |
| 1  | Guatemala: Balls, Brains & Bull's Eyes                  |                 | 28 settembre 2015 |                 |
| 2  | Croatia's Dalmatian Coast: Roasted Rodents & Stone Soup |                 | 6 ottobre 2015    |                 |
| 3  | Paris Reborn: Cow Heads, Caves & Pig Parts              |                 | 13 ottobre 2015   |                 |
| 4  | Philadelphia: Shad Cakes, Krak & Kishke                 |                 | 20 ottobre 2015   |                 |
| 5  | Oaxaca: Ant Tortillas and Grasshopper Tacos             |                 | 3 novembre 2015   |                 |
| 6  | Amsterdam: Squealing Eels & Stroopwafels                |                 | 17 novembre 2015  |                 |
| 7  | Kansas City: Snoots & Spleens                           |                 | 24 novembre 2015  |                 |
| 8  | Jerusalem: Kugel, Couscous and Kunafa                   |                 | 1º dicembre 2015  |                 |

### Decima stagione
| nº | Titolo originale | Titolo italiano | Prima TV USA   | Prima TV Italia |
| -- | ---------------- | --------------- | -------------- | --------------- |
| 1  | Madrid           |                 | 21 giugno 2016 |                 |
| 2  | Senegal          |                 | 28 giugno 2016 |                 |
| 3  | North Carolina   |                 | 5 luglio 2016  |                 |
| 4  | The Bronx        |                 | 12 luglio 2016 |                 |
| 5  | Okinawa          |                 | 19 luglio 2016 |                 |
| 6  | Shanghai         |                 | 26 luglio 2016 |                 |
| 7  | Stockholm        |                 | 2 agosto 2016  |                 |
| 8  | Cyprus           |                 | 9 agosto 2016  |                 |

### Undicesima stagione
| nº | Titolo originale                   | Titolo italiano | Prima TV USA     | Prima TV Italia |
| -- | ---------------------------------- | --------------- | ---------------- | --------------- |
| 1  | Lewis and Clark Trail              |                 | 31 gennaio 2017  |                 |
| 2  | Southern BBQ Traill                |                 | 7 febbraio 2017  |                 |
| 3  | Civil War                          |                 | 14 febbraio 2017 |                 |
| 4  | Road Tripping Route 66             |                 | 21 febbraio 2017 |                 |
| 5  | Great Lakes                        |                 | 28 febbraio 2017 |                 |
| 6  | Cruising the Pacific Coast Highway |                 | 7 marzo 2017     |                 |